# Andrés Silvera
Néstor Andrés Silvera (Comodoro Rivadavia, 14 marzo 1977) è un ex calciatore argentino, di ruolo attaccante.

## Palmarès

### Club

#### Competizioni nazionali
- InterLiga: 2

Tigres UANL: 2005, 2006
- Campionato argentino: 1

San Lorenzo: Clausura 2007

#### Competizioni internazionali
- Coppa Sudamericana: 1

Independiente: 2010